# Xylinissa lignitis
Xylinissa lignitis là một loài bướm đêm trong họ Noctuidae.